# Charles-Julien Lioult de Chênedollé
Charles-Julien Lioult de Chênedollé (født 4. november 1769 i Vire, Calvados, død 2. december 1833 i Burcy, Calvados) var en fransk digter. 
Chênedollé begejstredes tidlig for Delille og Bernardin de Saint-Pierre og ville selv være digter. Som adelsmand emigrerede han 1791, gjorde et par felttog med i emigranternes hær, slog sig siden for et par år ned i Hamborg, hvor han påvirkedes af to så modsatte naturer som Klopstock og Rivarol, og skrev nu en række digte i Delilles naturbeskrivende manér, for eksempel L'invention, Le génie de Buffon og Les regrets. Fra Hamborg gik Chênedollé til Schweiz, hvor han omgiks Madame de Staël og Benjamin Constant, og 1799, da han slettedes af emigrantlisten, til Paris. Senere sluttede han sig til Chateaubriand og den unge romantiske skole, der hædrede ham som en slags oldermand. Ved det følelsesfulde sving i sine naturbeskrivelser er han også at betragte som en forløber for den romantiske lyrik. Chênedollés største værk er Le génie de l'homme (1807). Hans Œuvres udkom 1864.